# 福岡県道242号大久保犀川線
福岡県道242号大久保犀川線（ふくおかけんどう242ごう おおくぼさいがわせん）は、福岡県京都郡みやこ町を通る一般県道である。

## 概要
京都郡みやこ町勝山大久保から犀川本庄を結ぶ、犀川地区と勝山地区を結ぶ。

### 路線データ
- 起点：福岡県京都郡みやこ町勝山大久保（福岡県道58号椎田勝山線交点）
- 終点：福岡県京都郡みやこ町犀川本庄（福岡県道240号下深野犀川線交点）

## 路線状況

### 道路施設

#### トンネル
- みやこトンネル：延長 m、2011年（平成23年）竣工、京都郡みやこ町

## 地理

### 通過する自治体
- 京都郡みやこ町

### 交差する道路
| 交差する道路              | 交差する場所 | 交差する場所 |
| ------------------------- | ------------ | ------------ |
| 福岡県道58号椎田勝山線    | 勝山大久保   | 起点         |
| 福岡県道34号行橋添田線    | 犀川生立     |              |
| 福岡県道201号犀川豊津線   | 犀川八ツ溝   |              |
| 福岡県道240号下深野犀川線 | 犀川本庄     | 終点         |

### 交差する鉄道
- 平成筑豊鉄道田川線

### 沿線
- 今川